# Evax pygmaea subsp. pygmaea
Evax pygmaea subsp. pygmaea é uma subespécie de planta com flor pertencente à família Asteraceae.

O seu nome comum é evace-anã.

## Portugal
Trata-se de uma subespécie presente no território português, nomeadamente em Portugal Continental.
Em termos de naturalidade é nativa da região atrás indicada.

## Protecção
Não se encontra protegida por legislação portuguesa ou da Comunidade Europeia.